# Ulla Vuorela
Ulla Vuorela, född 30 augusti 1945 i Helsingfors, död där 17 december 2011, var en finländsk socialantropolog. Hon var dotter till Toivo Vuorela. 
Vuorela blev 1989 professor i socialantropologi vid Tammerfors universitet. Hon var 1999–2004 Finlands Akademis första Minna Canth-akademiprofessor (specialiserad på kvinnoforskning).